# Vigna angivensis
Vigna angivensis är en ärtväxtart som beskrevs av John Gilbert Baker. Vigna angivensis ingår i släktet vignabönor, och familjen ärtväxter. Inga underarter finns listade i Catalogue of Life.